# Martyna Mikołajczak
Martyna Mikołajczak, född 12 maj 1991, är en polsk roddare. 
Mikołajczak tävlade för Polen vid olympiska sommarspelen 2016 i Rio de Janeiro, där hon tillsammans med Weronika Deresz slutade på 7:e plats i lättvikts-dubbelsculler.